# Rue Henri-Beraldi
La rue Henri-Beraldi (en occitan : carrièra Enric Beraldi) est une voie de Toulouse, chef-lieu de la région Occitanie, dans le Midi de la France. 

## Situation et accès

### Description
La rue Henri-Beraldi est une voie publique. Elle se trouve à l'est du quartier Arnaud-Bernard.
La chaussée compte une seule voie de circulation automobile en sens unique, de la rue Saint-Bernard vers la rue de Bellegarde. Elle appartient à une zone de rencontre et la vitesse y est limitée à 20 km/h. Il n'existe pas de bande, ni de piste cyclable, quoiqu'elle soit à double-sens cyclable.

### Voies rencontrées
La rue Henri-Beraldi rencontre les voies suivantes, dans l'ordre des numéros croissants :
1. Rue Bellegarde
2. Rue Saint-Bernard

## Odonymie

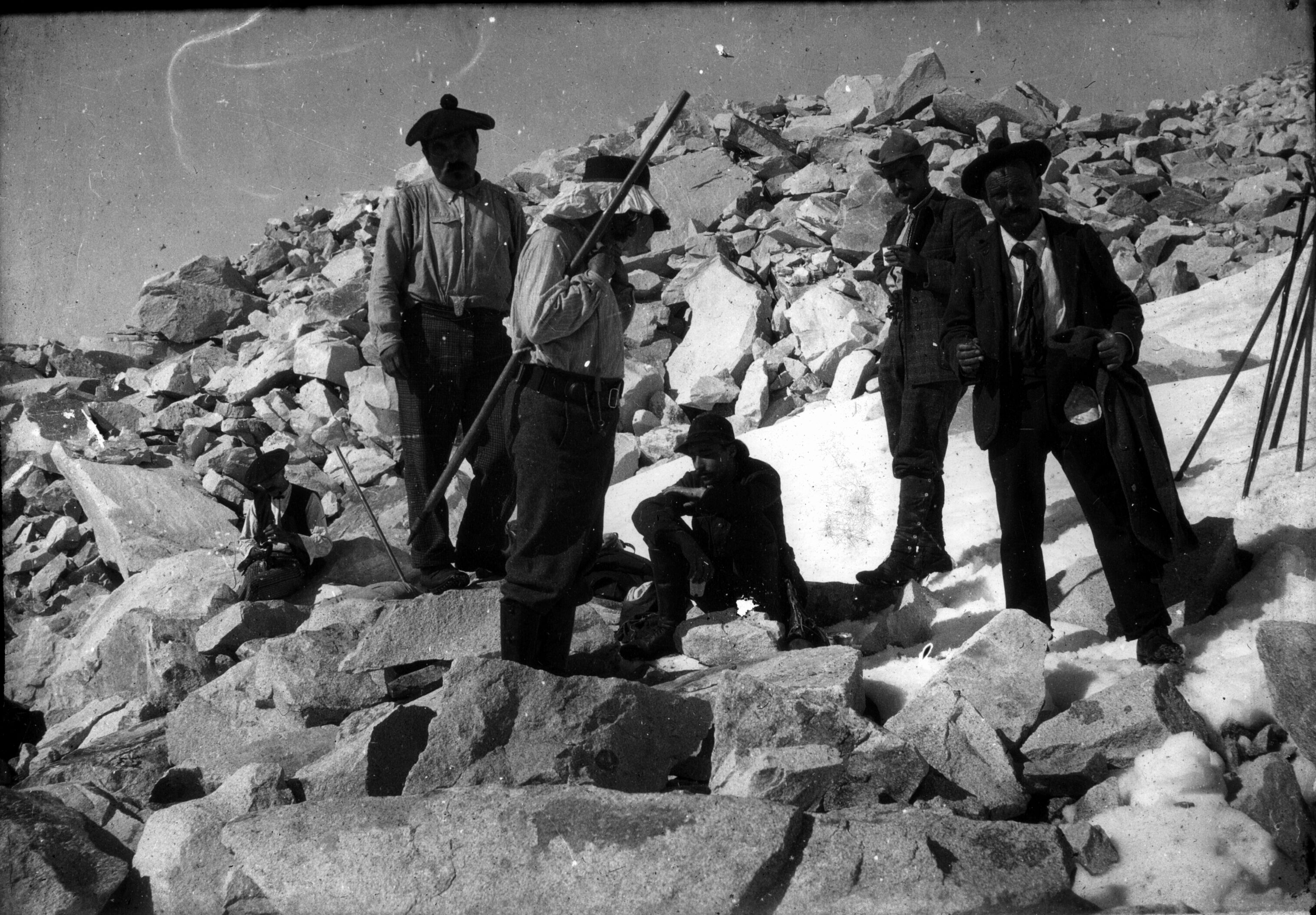
L'ascension de l'Aneto par Henri Beraldi (1er à droite), par Eugène Trutat (1900, bibliothèque de Toulouse).

En mai 1936, le conseil municipal attribue à la rue, sur proposition de Jean Fourcassié, écrivain et professeur au lycée de garçons, le nom d'Henri Beraldi (1849-1931). Fonctionnaire au ministère de la Marine et des Colonies, il est aussi écrivain, éditeur et bibliophile. Il est en particulier un promoteur du « pyrénéisme ». Il avait fait ses études au lycée de garçons de Toulouse.
Jusqu'en 1936, la rue était simplement connue comme la rue Traversière-Saint-Bernard. Elle débouche en effet, au nord, sur la rue Saint-Bernard. Le collège Saint-Bernard est un ancien collège de l'université de Toulouse, construit entre 1280 et 1294 pour les religieux cisterciens de l'abbaye de Grandselve : la chapelle du collège était ainsi placée sous l'invocation de Bernard de Fontaine (1090-1153).

## Patrimoine et lieux d'intérêt
- no  2 : maison (premier quart du XXe siècle)[5].
- no  5 : maison (premier quart du XXe siècle)[6].